# Oberführer

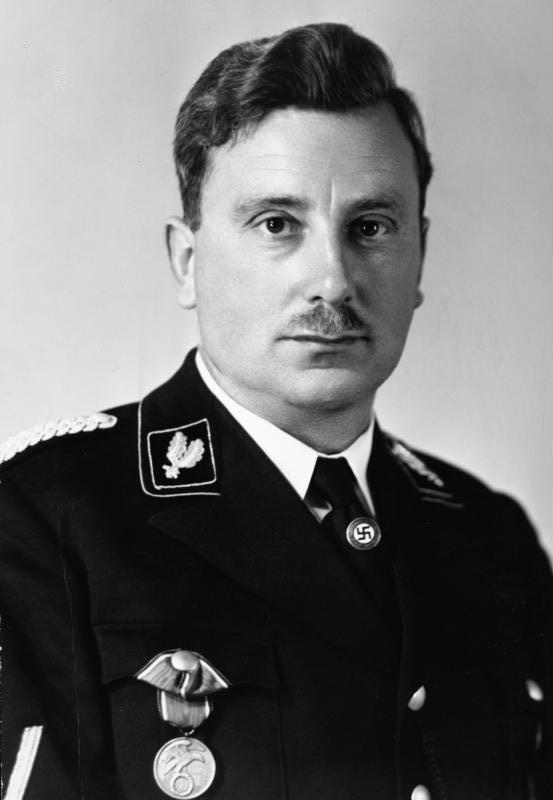
Emil Maurice ca Oberführer SS

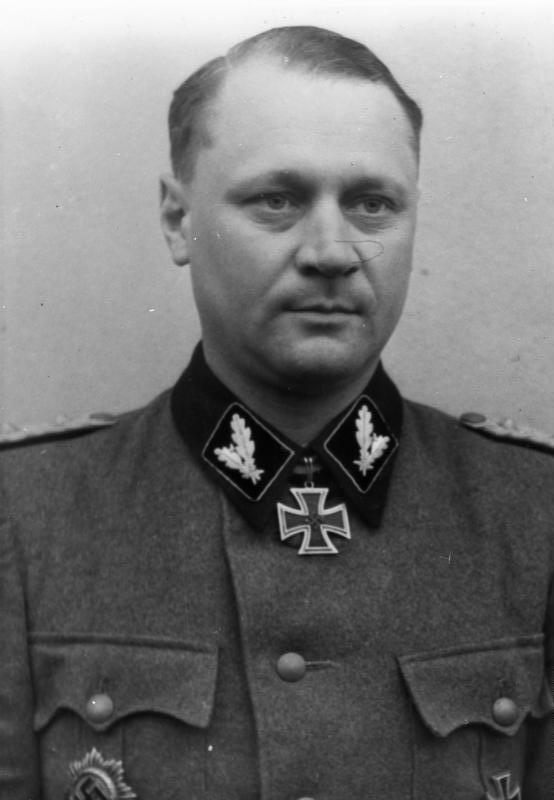
Joachim Rumohr ca Oberführer al organizației Waffen-SS.

Oberführer (prescurtat: Oberf; pronunție în germană [ˈoːbɐ.fyːʀɐ], în traducere „comandant superior”) a fost un grad paramilitar timpuriu al Partidului Nazist (NSDAP) care a fost introdus încă din 1921. Un Oberführer era de obicei un membru al NSDAP care coordona un grup de unități paramilitare dintr-o anumită regiune geografică. În perioada 1921–1925 expresia Oberführer a fost folosită ca titlu în organizația nazistă Sturmabteilung (SA), dar, începând din 1926, a devenit un adevărat grad militar al SA.
Oberführer a fost, de asemenea, un grad militar al organizației naziste Schutzstaffel (SS, în acea vreme o ramură a SA), care a fost înființat în 1925 ca Gauführer, un grad pentru ofițerii SS care coordonau personalul SS din mai multe provincii (Gaue) de pe întreg teritoriul Germaniei; în 1928 gradul a fost redenumit Oberführer și a fost atribuit comandanților celor trei unități regionale SS-Oberführerbereiche. SS-ul a fost reorganizat în anul 1930 în unități denumite SS-Gruppen și SS-Brigaden, moment în care Oberführer-ul a fost subordonat gradului superior de Brigadeführer. În jurul anului 1932 Oberführer a devenit un grad uzual al organizațiilor SA, SS și Nationalsozialistisches Kraftfahrkorps⁠(d) (NSKK).
Oberführer-ul purta două frunze de stejar pe petlița de pe gulerul uniformei, împreună cu însemnele de pe umăr și de pe rever ale unui general. În 1938 statutul gradului de SS-Oberführer a început să se schimbe odată cu creșterea importanței trupelor SS-Verfügungstruppe (SS-VT), care au format mai târziu nucleul organizației Waffen-SS. Din moment ce gradul de Brigadeführer a fost echivalent cu cel militar de Generalmajor și cel de Standartenführer cu cel militar de Oberst, gradul de Oberführer nu a avut un grad militar echivalent și a fost considerat curând un grad de colonel major. Această distincție s-a păstrat în cercurile istoricilor, iar majoritatea textelor se referă la Oberführer ca la un grad de colonel major, în timp ce altele susțin că ar fi fost un grad militar echivalent cu cel de general de brigadă (Brigadier) al Armatei Britanice.

## Însemne
| Oberführer SS, SA, NSKK și NSFK                          |                      |                      |                                                    |                       |                                                    |                                                  |
| Însemne de grad - Epolet - Însemne de camuflaj - Petliță | · Schutzstaffel (SS) | · Schutzstaffel (SS) | · Schutzstaffel (SS)                               | · Sturmabteilung (SA) | · Nationalsozialistisches Kraftfahrkorps⁠(d) (NSKK) | · Nationalsozialistisches Fliegerkorps⁠(d) (NSFK) |
| Însemne de grad - Epolet - Însemne de camuflaj - Petliță |                      |                      | ru: Просьба за изготовлением и перемещеним картиу! |                       |                                                    |                                                  |
| Însemne de grad - Epolet - Însemne de camuflaj - Petliță | Waffen-SS            | Waffen-SS            | - Allgemeine SS⁠(d) - Waffen-SS                     | Petliță               | Petliță                                            | Petliță                                          |